# Spannungskriterium
Bei Spannungskriterien werden – im Gegensatz zu Dehnungskriterien – die Spannungen in technischen Bauteilen zur Beurteilung ihrer Tragfähigkeit bewertet. Dies kann durch eine Norm der einzelnen Spannungen geschehen (z. B. bei Metallen) oder durch Analyse der (Gruppen von) richtungsabhängigen Spannungen (z. B. bei Faser-Kunststoff-Verbunden).